# Pyxidanthera brevifolia
Pyxidanthera brevifolia är en fjällgröneväxtart som beskrevs av Bertram Whittier Wells. Pyxidanthera brevifolia ingår i släktet Pyxidanthera och familjen fjällgröneväxter. Inga underarter finns listade i Catalogue of Life.